# 自旋翻轉

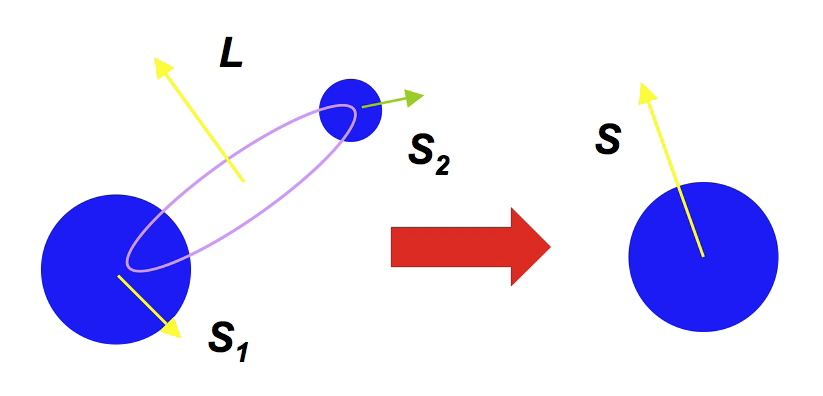
黑洞自旋翻轉的示意圖。

自旋翻轉是在當旋轉黑洞的自旋軸由於吸收第二個（較小的）黑洞而發生的方向突然變化。自旋翻轉被認為是星系合併的結果，當兩個超大質量黑洞在合併的星系中心形成一個束縛對，並在發射引力波後合併。自旋翻轉在天體物理學上很重要，因為許多物理過程都與黑洞自旋有關；例如，活躍星系中的噴流被認為是平行於超大質量黑洞的自旋軸發射的。
因此，由於自旋翻轉而導致黑洞旋轉軸的變化將導致噴流方向的變化。

## 自旋翻轉的物理學
自旋翻轉是雙黑洞演化的後期階段。該雙星由兩個黑洞組成，質量為 {\displaystyle M_{1}}和{\displaystyle M_{2}}，它們圍繞著它們共同的質心旋轉。雙星系統的總角動量{\displaystyle J}是軌道的角動量之和，{\displaystyle {L}}加上這兩個黑洞的自旋角動量{\displaystyle {S}_{1,2}={S}_{1}+{S}_{2}}。如果我們寫{\displaystyle \mathbf {M_{1}} ,\mathbf {M_{2}} }是每個黑洞的質量，和{\displaystyle \mathbf {a_{1}} ,\mathbf {a_{2}} }是它們的克爾參數，然後使用{\displaystyle \theta }, 給出的自旋軸偏北的角度，我們可以寫：
{\displaystyle \mathbf {S} _{1}=\{\mathbf {a} _{1}\mathbf {M} _{1}\cos(\pi /2-\theta ),\mathbf {a} _{1}\mathbf {M} _{1}\sin({\tfrac {\pi }{2}}-\theta )\}}
{\displaystyle \mathbf {S} _{2}=\{\mathbf {a} _{2}\mathbf {M} _{2}\cos({\tfrac {\pi }{2}}-\theta ),\mathbf {a} _{2}\mathbf {M} _{2}\sin({\tfrac {\pi }{2}}-\theta )\}}
{\displaystyle \mathbf {J} _{\text{init}}=\mathbf {L} _{\text{orb}}+\mathbf {S} _{1}+\mathbf {S} _{2}.}
如果軌道間隔足夠小，以引力輻射形式發射的能量和角動量將導致軌道分離下降。最終，較小的黑洞{\displaystyle M_{2}}到達圍繞較大黑洞的最內層穩定圓軌道或ISCO。一旦到達ISCO，就不再存在穩定的軌道，較小的黑洞會陷入較大的黑洞中，與它合併。合併後的最終角動量只是
{\displaystyle \mathbf {J} _{\text{final}}=\mathbf {S} ,}
合併後的黑洞，單個黑洞的自旋角動量。忽略了在最後一次俯衝過程中被引力波帶走的角動量（它很小）—意味著角動量守恆。
{\displaystyle \mathbf {S} \approx \mathbf {L} _{\text{ISCO}}+\mathbf {S} _{1}+\mathbf {S} _{2}.}
{\displaystyle S_{2}}的因次是{\displaystyle (M_{2}/M_{1})^{2}}乘上 {\displaystyle S_{1}}，如果{\displaystyle M_{2}}相較於{\displaystyle M_{1}}是非常小就可以忽略。進行這個近似：
{\displaystyle \mathbf {S} \approx \mathbf {L} _{\text{ISCO}}+\mathbf {S} _{1}.}
該方程指出，黑洞的最終自旋是較大黑洞的初始自旋加上較小黑洞在最後一個穩定軌道上的軌道角動量之和。由於向量{\displaystyle S_{1}}和{\displaystyle L}通常朝向不同的方向，{\displaystyle S}的指向將與{\displaystyle S_{1}}不同—自旋翻轉。
黑洞自旋重新定向的角度取決於{\displaystyle L_{\rm {ISCO}}}和{\displaystyle S_{1}}，以及它們之間的角度。在一個極端情況，如果{\displaystyle S_{1}} 非常小，最後的旋轉將由{\displaystyle L_{\rm {ISCO}}}主導，並且翻轉角度可能很大。在另一個極端，較大的黑洞最初可能是一個最大化旋轉的克爾黑洞。 然後，它的自旋角動量是有序的。
{\displaystyle S_{1}\approx GM_{1}^{2}/c.}
ISCO上較小黑洞的軌道角動量取決於其軌道的方向，但呈有序
{\displaystyle L_{\text{ISCO}}\approx GM_{1}M_{2}/c.}
比較這兩個表達式，可以得出結論，即使是一個相當小的黑洞，其質量約為較大黑洞的五分之一，也可以使較大的黑洞重新定向90度或更多。

## 與電波星系的聯繫
黑洞自旋翻轉最初是在一類特定的電波星系、X形無線電源。 X形電波星系表現出兩對錯位的電波瓣：「活躍」的波辦和「翅膀」。據信，翼朝向自旋翻轉之前噴流的方向，並且活動電波瓣指向當前的噴流方向。自旋翻轉可能是由星系合併期間，吸收第二個黑洞引起的。

## 外部連結
- Massive black hole binary evolution An article on binary black holes.
- Scientists Detect "Smoking Gun" of Colliding Black Holes